# Eeva Joenpelto
Eeva Elisabeth Joenpelto, po mężu Hellemann, pseud. Eeva Helle i Eeva Autere (ur. 17 czerwca 1921 w Sammatti, zm. 28 stycznia 2004 w Lohja) – fińska powieściopisarka i dziennikarka.

## Życiorys i twórczość
Urodziła się 17 czerwca 1921 w Sammantti. Była córką handlowca. Ukończyła Wyższą Szkołę Nauk Społecznych. Pdróżowała, m.in. do Stanów Zjednoczonych i Polski. W latach 1945–1947 była redaktorem naczelnym pisma społeczno-kulturalnego „Nuori voima”. Od 1950 zajęła się wyłącznie pracą pisarską, zamieszkała w Helsinkach.
Uznanie przyniosła jej dopiero trzecia powieść Po prostu Johannes 1952, której tematyką jest stosunek człowieka do wartości materialnych i duchowych oraz konieczność dokonania wyboru między nimi. Podobne zagadnienia podejmowała również w późniejszych powieściach. Za najlepszy jej utwór uważana jest dwuczęściowa powieść: Dziewczyna w głębinie (1955) i Roziskrzone lata (1961). Tematyka utworu to m.in. konflikt pokoleń. Konflikt ten jest również jednym z tematów powieści Rycerz z mrocznych lasów (1966). Obok wspomnianej Dziewczyny w głębinie za jedną z lepszych jej powieści uważa się Gdzie ptaszęta śpiewają (1957), będącą jednocześnie najbardziej romantyczną spośród jej powieści. Ważne w jej dorobku są też powieści Późne lato (1960), Mędrcy siedzą w cieniu (1964), a także tetralogia, na którą składają się Otworzyć wszystkie drzwi (1974), Jak żagiew w ręku (1976), Pada słony deszcz (1978) i Do sieni i na progi (1980).
W swoich powieściach kreśliła zwykle bardzo zindywidualizowane charaktery ludzkie o prawdziwym rysunku psychologicznym aczkolwiek niezbyt pogłębionym. Zachowywała dystans do swoich bohaterów, jednak łatwo odgadnąć można jej osobisty stosunek do nich. Operowała przejrzystym językiem potocznym, unikając poetyzowania.
W 1994 za powieść Tuomari Müller, hieno mies otrzymała Finlandię – fińską nagrodę literacką przyznawaną przez Fińską Fundację Książki za wybitne osiągnięcia w dziedzinie literatury. Wielokrotnie otrzymała fińską Państwową Nagrodę Literacką. 
W Polsce jej utwory znalazły się w Serii Dzieł Pisarzy Skandynawskich wydanej przez Wydawnictwo Poznańskie: w 1965	Dziewczyna na głębinie: powieść	w przekładzie Kazimiery Manowskiej i w 1978	Po prostu Johannes w przekładzie Cecylii Lewandowskiej.